# Ophiogramma hormota
Ophiogramma hormota là một loài bướm đêm trong họ Geometridae.